# Sertitympanum
Sertitympanum es un género  de ácaros perteneciente a la familia Ameroseiidae.

## Especies
Sertitympanum P. Elsen & J. O. J. Whitaker, 1985
- Sertitympanum contiguum Elsen & Whitaker, 1985
- Sertitympanum exarmatum Elsen & Whitaker, 1985
- Sertitympanum rotundus (Womersley, 1956)
- Sertitympanum separationis P. Elsen & J. O. J. Whitaker, 1985
- Sertitympanum stridulans (Evans, 1955